# Juan Carlos Henao
Juan Carlos Henao (Medellin, 30 december 1971) is een profvoetballer uit Colombia, die als doelman sinds 2010 onder contract staat bij Once Caldas. Bij die club begon hij in 1992 ook zijn profloopbaan. Met Once Caldas won hij in 2004 de Copa Libertadores. Hij speelde eerder onder meer in Brazilië en Venezuela.

## Interlandcarrière
Henao kwam twaalf keer uit voor de nationale A-ploeg van Colombia in de periode 2000-2005. Hij maakte zijn debuut op zaterdag 27 mei 2000 in de vriendschappelijke wedstrijd tegen Jamaica (3-0) in East Rutherford (New Jersey). Zijn voornaamste concurrenten bij de nationale selectie waren Óscar Córdoba, Miguel Ángel Calero en Diego Gómez.
| Interlands van \|Juan Carlos Henao voor Colombia | Interlands van \|Juan Carlos Henao voor Colombia | Interlands van \|Juan Carlos Henao voor Colombia | Interlands van \|Juan Carlos Henao voor Colombia | Interlands van \|Juan Carlos Henao voor Colombia | Interlands van \|Juan Carlos Henao voor Colombia |
| №                                                | Datum                                            | Wedstrijd                                        | Uitslag                                          | Competitie                                       | Goals                                            |
| ------------------------------------------------ | ------------------------------------------------ | ------------------------------------------------ | ------------------------------------------------ | ------------------------------------------------ | ------------------------------------------------ |
| 1                                                | 27 mei 2000                                      | Colombia – Jamaica                               | 3 – 0                                            | Vriendschappelijk                                | 0                                                |
| 2                                                | 4 augustus 2001                                  | Colombia – Liberia                               | 2 – 1                                            | Vriendschappelijk                                | 0                                                |
| 3                                                | 7 mei 2002                                       | Venezuela – Colombia                             | 0 – 0                                            | Vriendschappelijk                                | 0                                                |
| 4                                                | 20 augustus 2003                                 | Colombia – Slowakije                             | 0 – 0                                            | Vriendschappelijk                                | 0                                                |
| 5                                                | 28 april 2004                                    | El Salvador – Colombia                           | 0 – 2                                            | Vriendschappelijk                                | 0                                                |
| 6                                                | 6 juli 2004                                      | Venezuela – Colombia                             | 0 – 1                                            | Copa América                                     | 0                                                |
| 7                                                | 9 juli 2004                                      | Colombia – Bolivia                               | 1 – 0                                            | Copa América                                     | 0                                                |
| 8                                                | 12 juli 2004                                     | Peru – Colombia                                  | 2 – 2                                            | Copa América                                     | 0                                                |
| 9                                                | 17 juli 2004                                     | Colombia – Costa Rica                            | 2 – 0                                            | Copa América                                     | 0                                                |
| 10                                               | 20 juli 2004                                     | Argentinië – Colombia                            | 3 – 0                                            | Copa América                                     | 0                                                |
| 11                                               | 24 juli 2004                                     | Colombia – Uruguay                               | 1 – 2                                            | Copa América                                     | 0                                                |
| 12                                               | 9 maart 2005                                     | Verenigde Staten – Colombia                      | 3 – 0                                            | Vriendschappelijk                                | 0                                                |

## Erelijst
Once Caldas
- Colombiaans landskampioen

2003
- Copa Libertadores

2004